# Valentina Tronel
Valentina Tronel (művésznevén: Valentina) (Rennes, 2009. április 6. – ) francia gyermekénekes. A 2020-as Junior Eurovíziós Dalfesztivál győztese Franciaország képviseletében.

## Magánélete
Valentina rennes-i származású, de Thorigné-Fouillardban él. Édesanyja olasz nyelvtanár, édesapja ingatlanközvetítő. Van egy idősebb fiú testvére.

## Zenei karrierje
2017-ben Valentina részt vett a The Voice Kids francia változatának negyedik évadában, ahol Laura Pausini Tra te e il mare című dalát adta elő, de egyik mester sem fordult meg, így nem jutott tovább. Érdekesség, hogy az évad legfiatalabb versenyzője volt.
2018 óta a Kids United Nouvelle Génération gyermekegyüttes tagja.
2020. október 9-én vált hivatalossá, hogy a francia műsorsugárzó Valentinát választotta ki az ország képviseletére a 2020-as Junior Eurovíziós Dalfesztiválon. A versenydalt október 16-án mutatták be.
A november 29-én megrendezett döntőben a francia produkciót fellépési sorrendben utolsóként sugározták az ukrán Oleksandr Balabanov Vidkryvai (Open Up) című dala után. A szavazás során a zsűri szavazáson összesítésben első helyen végzett 88 ponttal (Fehéroroszországtól, Hollandiától és Máltától maximális pontot kapott), a nézői szavazáson szintén első helyen végeztek 112 ponttal, így összesítésben 200 ponttal megnyerte a versenyt és megszerezte Franciaország első gyerek eurovíziós győzelmét.
2021-ben megjelent második dala, a Y'a pas que les grands qui rêvent, amely debütáló albumán, a Plus loin qu'un rêve-n szerepel.

## Diszkográfia

### Stúdióalbumok
- Plus loin qu'un rêve (2021)

### Kislemezek
- J’imagine (2020)
- Y'a pas que les grands qui rêvent (2021)
- Où es-tu là (2022)